# Oman TV
Oman TV (em árabe: تلفزيون سلطنة عمان) é a emissora nacional de Omã. A emissora começou a sua transmissão a partir da cidade de Mascate em 17 de novembro de 1974, e de Salalah em 25 de novembro de 1975. Desde 1997, a Oman TV transmitiu seus programas através de seu site.. 
Oman TV é transmitido 24 horas por dia, e seu programa consiste em séries árabes, desenhos animados, boletins informativos, variedades, filmes (em árabe e em inglês), documentários, debates e programas religiosos. Algumas séries produzidas pela Oman TV foram distinguidas por prêmios internacionais (no Bahrein em 1999, no Egito em 2000) e são tomadas por outros canais de televisão no mundo árabe.
A informação ocupa um lugar importante, através de numerosos boletins noticiosos e telejornais (às 8h, 11h, 14h, 17h, 20h30, 22h e 01h00) dedicados aos eventos atuais, os atos soberanos e outros eventos internacionais. Cerimônias oficiais e eventos especiais são cobertos ao vivo e na íntegra (desfiles militares, discursos do sultão). O resto da programação é ocupado por programas educacionais.
Todos os sábados, no início da noite, a Oman TV transmite um concerto de música clássica apresentado pela Orquestra Nacional de Omã.
Notícias e transmissões esportivas, incluindo as partidas do Campeonato de Futebol de Omã, são transmitidas no segundo canal de TV, Oman TV2.